# San Felíu de Buxalleu
San Felíu de Buxalleu (oficialmente y en catalán Sant Feliu de Buixalleu), es un municipio español perteneciente a la provincia de Gerona, en Cataluña. Está situado al sureste de la comarca de la Selva. La capital municipal es Grions. Lo forman además las entidades de Gaserans y San Felíu de Buxalleu, que da nombre al municipio.

## Demografía
San Felíu de Buxalleu cuenta con una población de 878 habitantes (INE 2024).
| Gráfica de evolución demográfica de San Felíu de Buxalleu entre 1857 y 2021 |
| |
| Población de derecho según los censos de población del INE Población de hecho según los censos de población del INEEn 1860 disminuye el término del municipio porque independiza a Massanes |

## Economía
Agricultura de regadío, ganadería e industria.

## Lugares de interés
- Castillo de Montsoriu, en proceso de restauración.
- Iglesia de Sant Feliu de Buixalleu, con campanario románico.
- Iglesia de Sant Llorenç, con ábside románico, en Gaserans.